# General Babka
General Babka ist ein 1929 entstandenes, österreichisches Stummfilmlustspiel mit dem ungarischen Filmkomiker Julius von Szöreghy in einer Doppelrolle. Mary Kid spielt die weibliche Hauptrolle.

## Handlung
Österreich-Ungarn zur Zeit des Ersten Weltkriegs. In einem kleinen Provinzort nahe Salzburg leben gleich zwei Babkas: der eine ist General, der andere ein einfacher Infanterist. Als sie an der Ostfront eingesetzt werden, geraten sie beide in Kämpfe und gelten nach Feindberührung mit Russen als verschollen. Die mutmaßliche Witwe des Landsturmmannes führt einen kleinen Modesalon, der in so schweren Zeiten nicht florieren will. Frau Babka veranstaltet sogar Modeschauen – mit ihrer Tochter in den unterschiedlichen Rollen und Verkleidungen als die angeblichen Schönheitsköniginnen „Miss Frankreich“ (brünett), „Miss England“ (blond) und „Miss Spanien“ (schwarzhaarig). Doch das Publikum bleibt knauserig. Daher kommt Frau Babka auf die glorreiche Idee, auf makabere Weise Werbung für ihr Geschäft zu machen, in dem sie behauptet, sie sei die Witwe des Generals. Dies klappt, plötzlich läuft der Laden wieder, da viele Kundinnen aus Respekt vor dem verblichenen „großen Sohn der Stadt“ nunmehr kaufen und kaufen.
Es wäre alles wunderbar, wenn nicht eines Tages ihr wirklicher Gatte, der kriegsmüde Infanteriesoldat Wenzel Babka, der sich freiwillig in russische Kriegsgefangenschaft begeben hatte und dort als Knecht (und Ehemann wider Willen) einer liebeshungrigen Bäuerin zugeteilt wurde, die ihn als ihren persönlichen „Leibeigenen“ lieb gewonnen hatte, aus Russland ausgebüxt und plötzlich unvermutet vor Frau Babkas Tür stehen würde. Um nicht als Lügnerin dazustehen, veranlasst sie ihren Ehemann fortan den General Babka zu geben, auf dass dieser niemals in die Heimat zurückkehren möge. Aus dieser Situation ergeben sich nun zahlreiche heitere Situationen und Verwicklungen, die der einfache Babka mit Schwejkscher Gewitztheit zu lösen weiß. Doch erst Schlawiner Babka, der sich zwischenzeitlich in eine exotische Tänzerin verguckt hat, sein Heimatkaff wieder verlässt, um neuen Abenteuern entgegenzugehen, kann sich Frau Babka sicher sein, dass ihre Scharade nie mehr auffliegen wird.

## Produktionsnotizen
Gedreht im Frühjahr 1929 am Schneeberg wurde General Babka erstmals am 27. September 1929 in Wiens Haydn-Kino gezeigt. Massenstart war erst am 23. Mai 1930. Der Sechsakter war 2656 Meter lang.
Carl Hofer hatte die Produktionsleitung. Emil Stepanek entwarf die Filmbauten.

## Kritik
Das Kino-Journal schrieb: “Sieben Akte voll drolliger Situationen, übermütiger Lustigkeit, sprudelnder Laune und doch eigentlich auch, wenigstens im Beginn, ein Kriegsfilm. Freilich holt er sich aus diesem Milieu nur das heraus, was lachen macht und führt uns eine Stunde lang … in die Welt des gemütlichen Humors. (…) Szöreghy und Mizzi Griebl schaffen zwei Typen von besonderer Schlagkraft, und auch das Spiel aller andern paßt sich dem übermütig lustigen Inhalt prächtig an, der … nichts anderes bringen will, als harmlose Lustigkeit.”